# Wings Air
A Wings Air é uma empresa aérea com sede em Surabaya, Indonésia, foi fundada em 2003 e atualmente é subsidiária da Lion Air.

## Frota

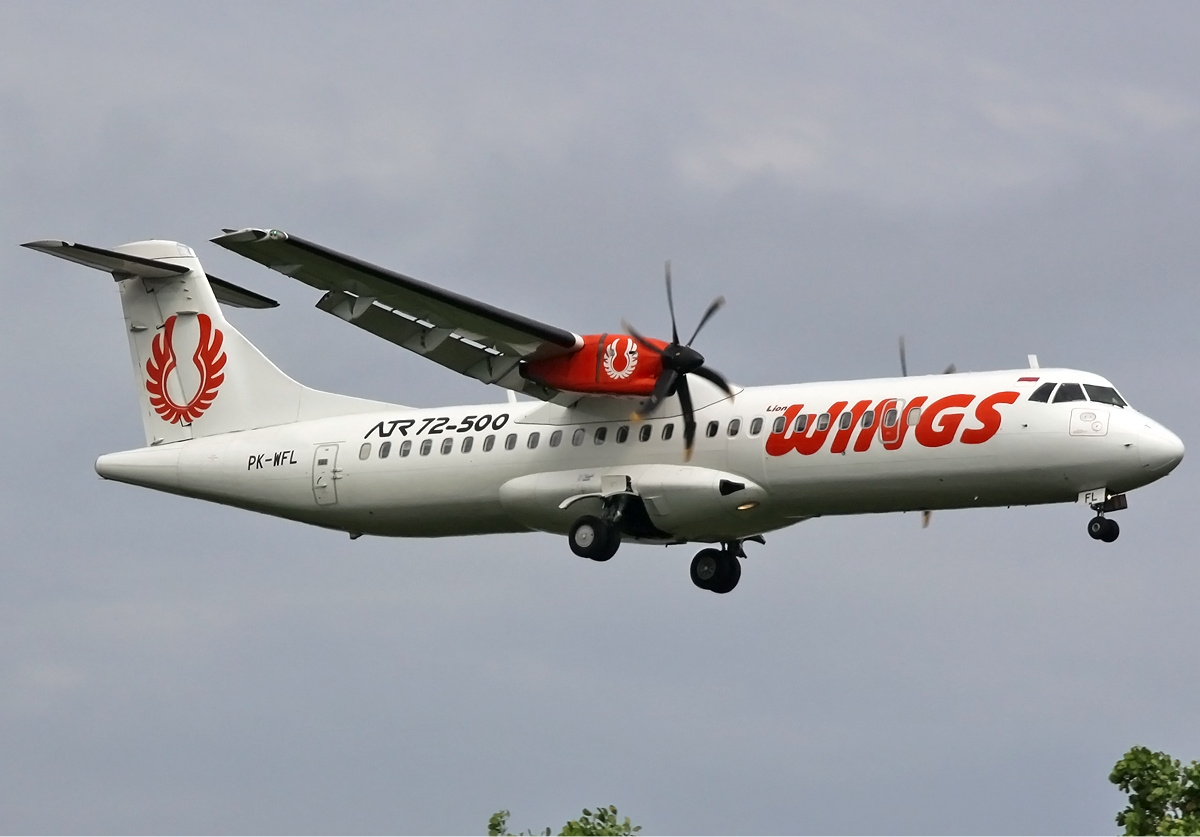
ATR 72 da Wings Air.

Em abril de 2018:
- ATR 72–500 - 20
- ATR 72–600 - 45